# Periferie della Grecia

Periferie della Grecia

Le periferie della Grecia (in greco περιφέρειες?, periphéreies, pronuncia: periféries), informalmente chiamate regioni amministrative, sono la suddivisione territoriale di primo livello del Paese e ammontano a tredici: nove sulla terraferma e quattro consistenti in gruppi di isole. Ogni periferia è un ente locale retto da un Consiglio eletto a suffragio diretto sulla base di una legge elettorale con premio di maggioranza.

## Lista
| Map showing modern regions of Greece | 1. Attica / Αττική 2. Grecia Centrale / Στερεά Ελλάδα 3. Macedonia Centrale / Κεντρική Μακεδονία 4. Creta / Κρήτη 5. Macedonia Orientale e Tracia / Ανατολική Μακεδονία και Θράκη 6. Epiro / Ήπειρος 7. Isole Ionie / Ιόνια νησιά 8. Egeo Settentrionale / Βόρειο Αιγαίο 9. Peloponneso / Πελοπόννησος 10. Egeo Meridionale / Νότιο Αιγαίο 11. Tessaglia / Θεσσαλία 12. Grecia occidentale / Δυτική Ελλάδα 13. Macedonia Occidentale / Δυτική Μακεδονία |
| Mappa delle moderne regioni greche   | 1. Attica / Αττική 2. Grecia Centrale / Στερεά Ελλάδα 3. Macedonia Centrale / Κεντρική Μακεδονία 4. Creta / Κρήτη 5. Macedonia Orientale e Tracia / Ανατολική Μακεδονία και Θράκη 6. Epiro / Ήπειρος 7. Isole Ionie / Ιόνια νησιά 8. Egeo Settentrionale / Βόρειο Αιγαίο 9. Peloponneso / Πελοπόννησος 10. Egeo Meridionale / Νότιο Αιγαίο 11. Tessaglia / Θεσσαλία 12. Grecia occidentale / Δυτική Ελλάδα 13. Macedonia Occidentale / Δυτική Μακεδονία |

Al confine con la Macedonia centrale c'è una regione autonoma, il Monte Athos (Agion Oros, "Monte sacro"), una comunità monastica sotto la sovranità greca. Si trova nella parte più orientale delle tre grandi penisole che si protendono nell'Egeo dalla penisola Calcidica.

### Dettagli
| Localizzazione | Periferia                    | Periferia | Amministratore locale                        | Capoluogo     | Popolazione (2011) | Superficie (km²) | Densità (ab/km²) | Prodotto interno lordo (milioni di €) | Prodotto interno lordo pro capite (€) | ISO 3166-2 |
| -------------- | ---------------------------- | --------- | -------------------------------------------- | ------------- | ------------------ | ---------------- | ---------------- | ------------------------------------- | ------------------------------------- | ---------- |
|                | Attica                       |           | Giorgios Patoulis (Nuova Democrazia)         | Atene         | 3.828.434          | 3 808            | 1001,11          | 110,546                               | 28,997                                | GR-I       |
|                | Creta                        |           | Stavros Arnaoutakis (PASOK)                  | Candia        | 623.065            | 8 336            | 74,54            | 11,243                                | 18,421                                | GR-M       |
|                | Egeo Meridionale             |           | Giorgos Hatzimarkos (Nuova Democrazia)       | Siro-Ermopoli | 309.015            | 5 286            | 58,38            | 7,646                                 | 24,828                                | GR-L       |
|                | Egeo Settentrionale          |           | Kostas Moutzouris (indipendente)             | Mitilene      | 199.231            | 3 836            | 51,57            | 3,330                                 | 16,638                                | GR-K       |
|                | Epiro                        |           | Alexandros Kachrimanis (Nuova Democrazia)    | Giannina      | 336.856            | 9 203            | 36,58            | 5,079                                 | 14,221                                | GR-D       |
|                | Grecia Centrale              |           | Fanis Spanos (Nuova Democrazia)              | Lamia         | 547.390            | 15 549           | 35,17            | 10,537                                | 19,007                                | GR-H       |
|                | Grecia Occidentale           |           | Nektarios Farmakis (Nuova Democrazia)        | Patrasso      | 679.796            | 11 350           | 59,93            | 10,659                                | 14,332                                | GR-G       |
|                | Isole Ionie                  |           | Rodi Kratsa-Tsagaropoulou (Nuova Democrazia) | Corfù         | 207.855            | 2 307            | 89,50            | 4,130                                 | 17,726                                | GR-F       |
|                | Macedonia Centrale           |           | Apostolos Tzitzikostas (Nuova Democrazia)    | Salonicco     | 1.882.108          | 18 811           | 99,66            | 32,285                                | 16,559                                | GR-B       |
|                | Macedonia Occidentale        |           | Giorgos Kasapidis (Nuova Democrazia)         | Kozani        | 283.689            | 9 451            | 29,85            | 5,506                                 | 18,786                                | GR-C       |
|                | Macedonia Orientale e Tracia |           | Christos Metios (Nuova Democrazia)           | Komotini      | 608.182            | 14 157           | 42,82            | 9,265                                 | 15,272                                | GR-I       |
|                | Peloponneso                  |           | Panagiotis Nikas (Nuova Democrazia)          | Tripoli       | 577.903            | 15 490           | 37,57            | 9,809                                 | 16,580                                | GR-J       |
|                | Tessaglia                    |           | Constantinos Agorastos (Nuova Democrazia)    | Larissa       | 732.762            | 14 037           | 52,06            | 11,608                                | 15,772                                | GR-E       |

## Evoluzione storica

### Le leggi istitutive
Istituite nel 1987, fino al 2010 le periferie erano a loro volta suddivise in 51 nomarchìe (o prefetture). Dal 2011 sono suddivise in 74 unità periferiche.
Precedentemente, e secondo una suddivisione tradizionale che ancora oggi è in uso comune nel linguaggio quotidiano, la Grecia moderna era divisa in 10 regioni. Talvolta le moderne periferie hanno nomi uguali o simili a quelli delle rispettive regioni storiche, ma non vanno confuse con esse, che non corrispondevano a un livello di governo locale così come le regioni italiane prima della regionalizzazione del 1970-1977. Inoltre, i territori delle periferie sono stati delimitati avendo riguardo anche alla popolazione, e sono pertanto diversi da quelli delle vecchie regioni storiche: per esempio, la periferia del Peloponneso è decisamente più piccola dell'omonima regione storica, e non copre l'intera penisola che tradizionalmente ne porta il nome.
Un precedente storico dell'istituto si ebbe nel 1971, quando la giunta militare che allora governava la Grecia istituì sette periferie. Queste furono poi abolite nel 1973, a seguito della caduta della dittatura.
Le periferie attuali sono state istituite con la legge 1622/1986 e con il decreto presidenziale attuativo 51/1987, ed erano concepite come livello di decentramento e rappresentanza periferica del governo centrale (dunque non come enti territoriali veri e propri) una volta resi elettivi i nomarchi-prefetti posti a capo delle nomarchìe. A capo delle periferie era un periferiarca, assimilabile al prefetto italiano in quanto rappresentante locale del governo centrale.

### Le riforme del 1997 e del 2010

La bandiera optata dallo Stato Monastico Autonomo del Monte Athos, con l'aquila bicefala simbolo della Chiesa ortodossa.

Con la riforma Capodistria del 1997 e poi con la legge 3852/2010 (piano Callicrate, entrato in vigore dal 1º gennaio 2011), sono state progressivamente trasformate in enti territoriali a tutti gli effetti, e oggi sono rette da organi elettivi, rinnovati ogni 5 anni. Molti dei poteri delle soppresse nomarchìe o prefetture sono stati trasferiti alle periferie.
Il livello di decentramento e di rappresentanza è ora assicurato dalle diocesi decentralizzate (διοικήσεις), che sono sette e corrispondono ciascuna a 3-7 periferie. A capo delle diocesi è posto un Segretario generale, più o meno comparabile al prefetto italiano.
Al di fuori dal sistema delle periferie esiste una regione autonoma, corrispondente alla penisola del Monte Athos e ufficialmente chiamata Ayion Oros (cioè "Monte Sacro"); si tratta di una repubblica monastica sotto la sovranità della Grecia (limitata agli affari esteri e all'ordine e alla sicurezza pubblici per le materie più importanti), situata sulla più orientale delle tre penisole della Calcidica (Macedonia Centrale), che si affacciano sul mar Egeo.